# ГЕС Maithon
ГЕС Maithon – гідроелектростанція на сході Індії у штаті Джхаркханд. Використовує ресурс із річки Баракар, лівої притоки Дамодару (дренує північно-східну частину плато Чхота-Нагпур та впадає праворуч в естуарій західного рукаву дельти Гангу Хуґлі трохи південніше за Колкату). 
В межах проекту річку перекрили комбінованою земляною та бетонною греблею висотою 56 метрів та довжиною 4426 метрів, яка потребувала 3,5 млн м3 ґрунту та 243 тис м3 бетону. Вона утримує водосховище з площею поверхні 107 км2 та об’ємом 1,09 млрд м3 (корисний об’єм 0,8 млрд м3).
Пригреблевий машинний зал, споруджений у підземному виконанні, обладнали трьома турбінами типу Френсіс – двома потужністю по 20 МВт та однією з показником 23,2 МВт, які забезпечують виробництво 188 млн кВт-год електроенергії на рік.